# Arthur Picard
Pour les articles homonymes, voir Picard (homonymie).
Arthur Aubertin Picard (né le 29 décembre 1894 à Gélannes) est un athlète français, spécialiste du lancer du javelot.

## Carrière
Aux Jeux olympiques d'été de 1920 à Anvers, il termine quinzième des qualifications du lancer du javelot. Il est sacré champion de France du lancer du javelot en 1921 et en 1922.